# چرنوداب
چرنوداب (به لاتین: Chernodab) یک منطقهٔ مسکونی در بلغارستان است که در شهرستان اسویلنگراد واقع شده‌است.